# Караулова, Варвара Александровна
Варвара́ Алекса́ндровна Карау́лова (в замужестве Княжнина; 9 августа 1774 — 24 января 1842, Санкт-Петербург, Российская империя) — русская переводчица
 и писательница.

## Биография
Псковская помещица, владелица имения Иваньково Новоржевского уезда. Писательница и переводчица.
Была дружна с матерью поэта А. С. Пушкина. Осенью 1835 года Надежда Осиповна приехала в Петербург из Павловска искать квартиру и слегла в доме у Княжниной в первых приступах своей предсмертной болезни.
Умерла от сухотки в Петербурге в 1842 году, похоронена на Смоленском православном кладбище, Петроградская дор., уч.104, там же муж Александр Яковлевич и дочь Вера Александровна, в замужестве Хованская.

## Семья
Её муж — Александр Яковлевич Княжнин (1771—1829), писатель и драматург, автор популярной в своё время оперы «Девишник, или Филатвина свадьба». Их дочь:
- Вера Александровна, княгиня (1816— 09.05.1887[5]), замужем (с 9 июля 1833 года)[6] за князем Алексеем Петровичем Хованским (1808— ?), титулярным советником, с 1849 года петрозаводской полицеймейстер. О ней в 1831 году А. В. Никитенко писал[7]:Вечер провел у Поленова, где девица Княжнина доставила всем живое эстетическое удовольствие своими прелестными танцами. Какое благородство, какая грация, непринужденность во всех её движениях! Все другие барышни угасли перед ней, как звезда перед солнцем.

## Сочинения
- Её оригинальное стихотворное произведение, «Разговор матери с маленьким её сыном», напечатано в 1800 г. в «Ипокрене», ч. 6, и перепечатано в «Дамском журнале» (1830 г., ч. 31); описывает размышления женщины, любящей своего супруга и страдающей от его чёрствости. «Дамский журнал» оценил стихотворения Карауловой, отметив, что они, «помещенные в разных журналах <…> имеют особое достоинство глубокой чувствительности».
- Известен перевод с французского языка «девицы Варвары Карауловой» повести Жана Батиста Жозефа Реньо-Варена «Строцциева пещера» (СПб., При Губернском правлении, 1802); в ней подвергнуты осуждению снисходительность к злым делам и избыточная страстность и утверждается, что преступник не избежит наказания, будет ли это рано или поздно. Авторство этой работы Г. Н. Геннади по ошибке приписал Е. А. Княжниной.